# Sieben Farbkontraste

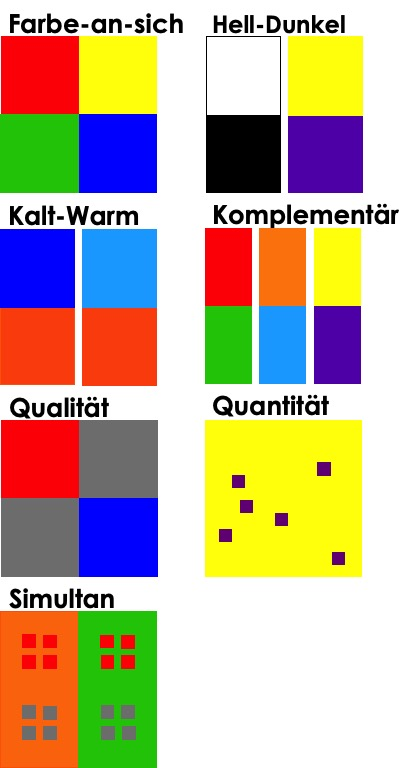
Die sieben Farbkontraste nach Johannes Itten.

Der Schweizer Maler, Kunsttheoretiker und Kunstpädagoge Johannes Itten (1888–1967) untersuchte die Wirkung von kontrastierenden Farben und entwickelte sieben Farbkontraste, die sich deutlich in ihrem Charakter unterscheiden. Jeder dieser Kontraste besitzt eine eigene, einzigartige Wirkung. Die Farben und Kontraste in Ittens Farbkreis entsprechen jedoch nicht den auf Spektralfarben basierenden Farbkreisen der additiven und subtraktiven Farbmischung.
Ein Farbkontrast entsteht immer durch Gegenüberstellung zweier oder mehrerer kontrastreicher Farben. Gegensätzliche Farben erzeugen meist eine gewisse Spannung, die verbunden ist mit Aktivität, Kraft, Lebensfreude, aber auch Drama, Aggression, Härte oder großer Lautstärke. Dagegen wirken nebeneinanderliegende und gleiche Farben eher einfach, still oder monoton, derweil ähnliche Farben einen harmonischen, sanften oder melancholischen Eindruck vermitteln.
Die folgenden Abschnitte enthalten auch Informationen zu den einzelnen Farbkontrasten und zur Farbwahrnehmung, die über Ittens theoretisches Konzept hinausgehen.

## Der Farbe-an-sich-Kontrast
Der Farbe-an-sich-Kontrast (auch Buntkontrast, Farbe-zu-Farbe-Kontrast, Farbnuancenkontrast, Farbton-Kontrast, Polychromie oder Vielfarbigkeit) entsteht, sobald mindestens drei reine, leuchtende Farben, die im Farbkreis relativ weit auseinander liegen, aufeinandertreffen. Den einfachsten, stärksten und auch wichtigsten Kontrast bilden Ittens Primärfarben Rot, Gelb und Blau, meist ergänzt durch Grün. Der Farbe-an-sich-Kontrast wirkt im Allgemeinen bunt, entschieden, fröhlich, kraftvoll und laut, oft auch festlich.

Da es sich um einen sehr auffälligen Farbkontrast handelt, findet er besonders bei Signaltafeln, Flaggen und Warnschildern Verwendung. Außerdem findet sich der Farbe-an-sich-Kontrast in der mittelalterlichen Buchmalerei und auch bei modernen Malern wie Henri Matisse, Jean Miró, Franz Marc oder Wassily Kandinsky.

Den einfachsten, stärksten und wichtigsten Farbe-an-sich-Kontrast bilden die drei Primärfarben (Magenta-)Rot, Gelb und (Cyan-)Blau, meist ergänzt durch Grün.
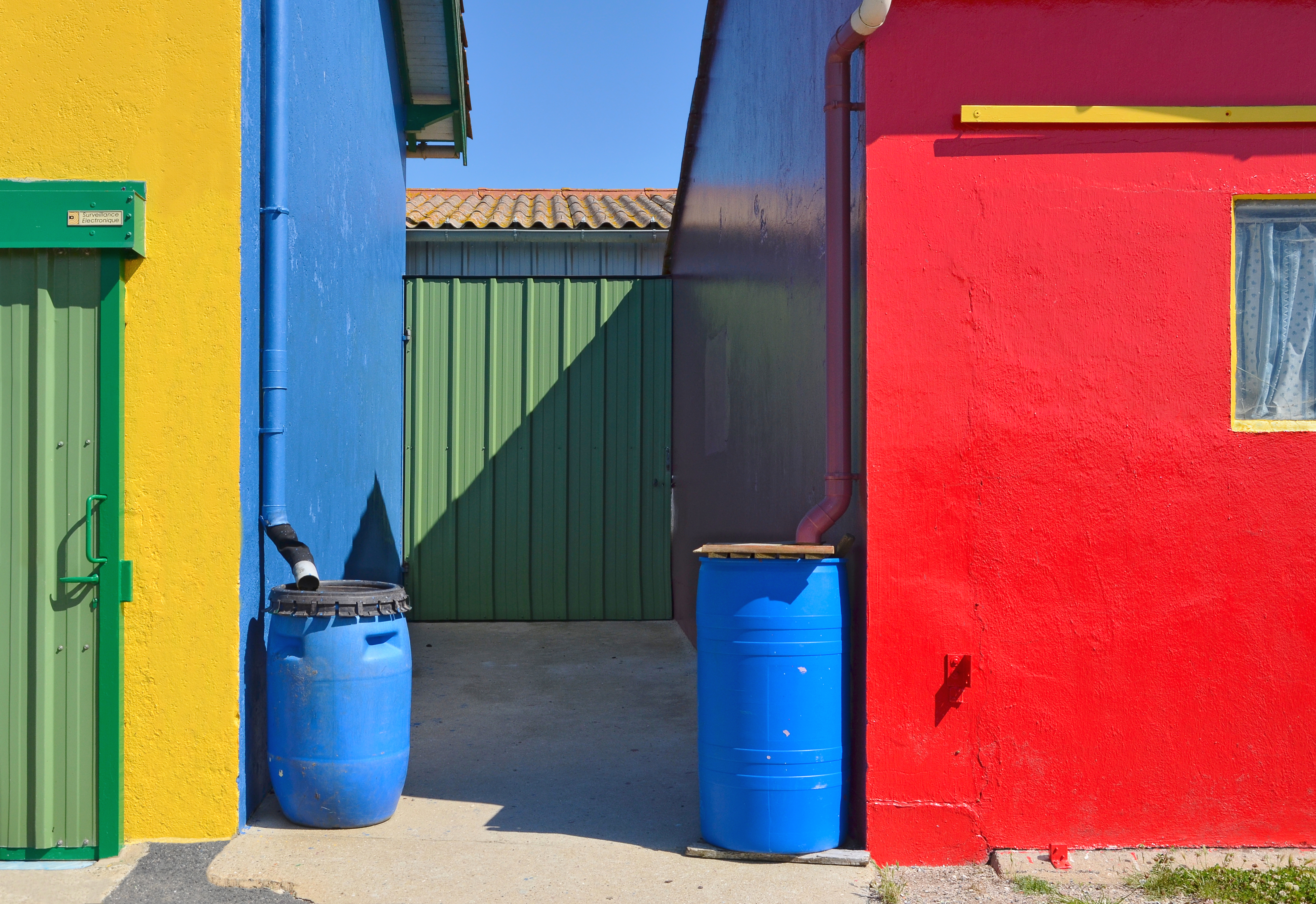
Starke Farbkontraste auf einem Foto.
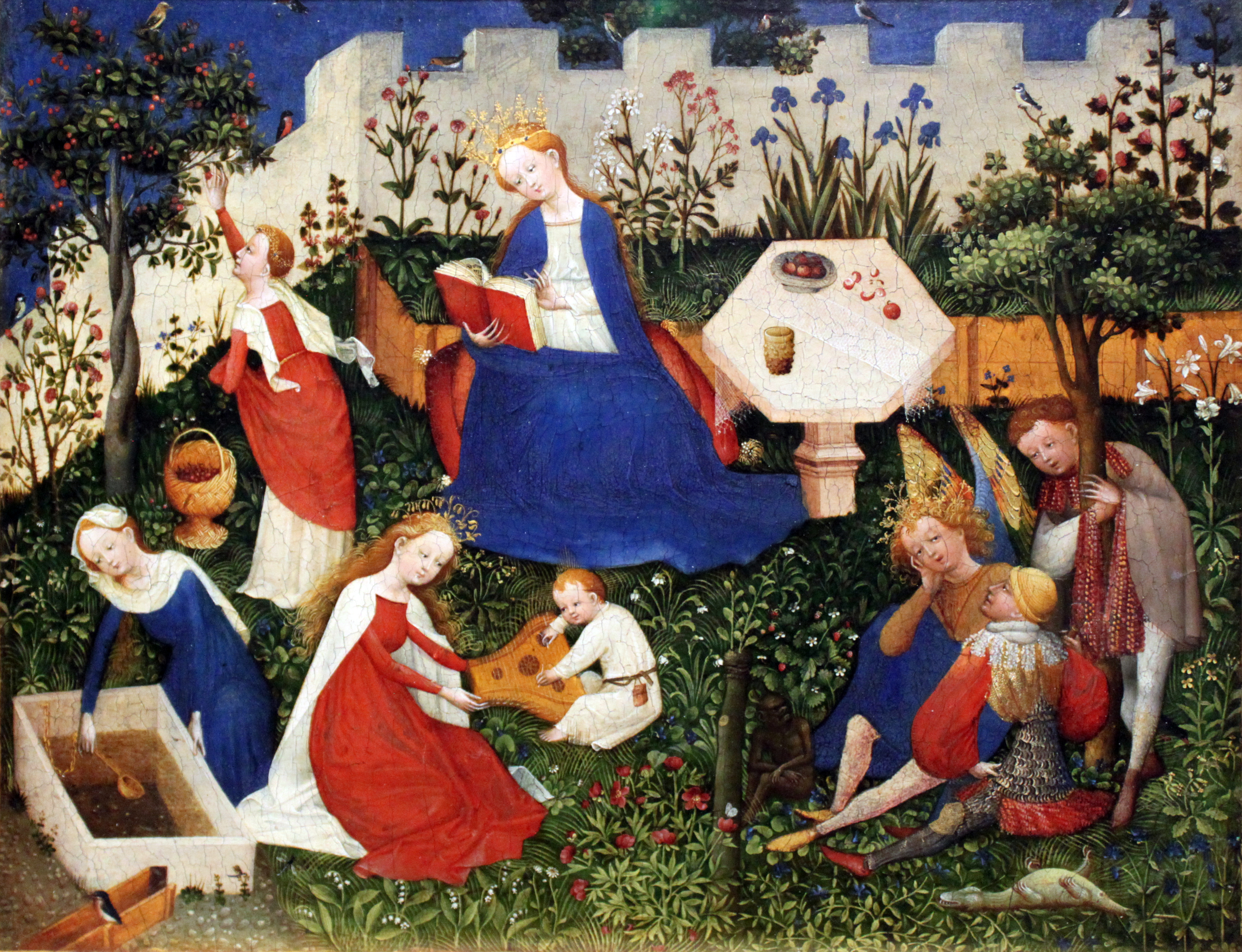
Oberrheinischer Meister: Das Paradiesgärtlein, ca. 1410–1420. Die Buntheit kennzeichnet den Garten als Ort des Glücks und der Vielfalt.
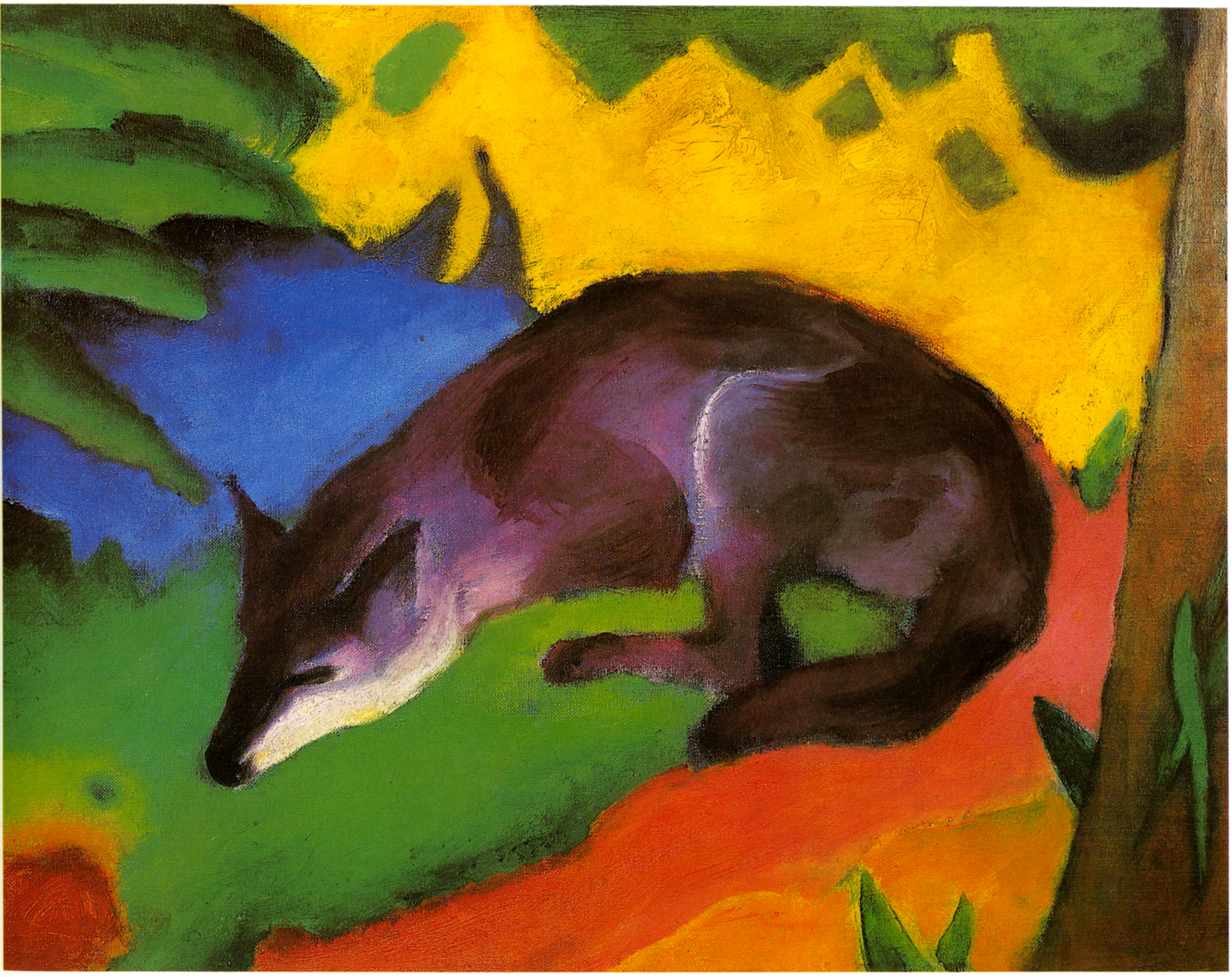
Franz Marc: Blauschwarzer Fuchs, 1911. Das Tier wird durch die Kontraste der annähernd reinbunten Umgebungsfarben eingefangen (charakterisiert).

## Hell-Dunkel-Kontrast
Der Hell-Dunkel-Kontrast (auch Helligkeitskontrast, Schwarz-Weiß-Kontrast, Tonwertkontrast, italienisch Chiaroscuro oder französisch Clair-obscur) entsteht, wenn helle und dunkle Farben gegenübergestellt werden. Der Kontrast kann durch Mischung von Farben mit Schwarz und Weiß entstehen, aber auch die unterschiedliche Eigenhelle der Farben spielt eine Rolle, wie z. B. bei Gelb und Violett. Den einfachsten, stärksten und wichtigsten Kontrast bilden die unbunten Farben Schwarz und Weiß (reine Nichtfarben). Der Hell-Dunkel-Kontrast kann dramatisch, bedrohlich, aber auch kühl, nachdenklich, melancholisch oder mystisch wirken. Außerdem kann ein starker Helligkeitskontrast mit Hilfe von Licht und Schatten Plastizität (Räumlichkeit, Körperlichkeit, Dreidimensionalität) erzeugen, da helle Farben nach vorne streben und dunkle eher in den Hintergrund treten.
Maler, bei denen der Hell-Dunkel-Kontrast eine besondere Rolle spielt, sind u. a. Luca Cambiaso, Michelangelo Merisi da Caravaggio, Georges de la Tour, Rembrandt van Rijn und Francisco de Goya. Bei Zeichnungen (Feder- und Kohlezeichnungen) und Drucken (Holzschnitt, Radierung) spielt der Hell-Dunkel-Kontrast naturgemäß eine wichtige Rolle, da sie vornehmlich mit Schwarz gestaltet sind. Die Schwarzweißfilme der 20er und 30er Jahre erreichen mit der künstlichen Lichtführung kühne Effekte.

Den einfachsten, stärksten und wichtigsten Hell-Dunkel-Kontrast bilden die unbunten Farben Schwarz und Weiß.
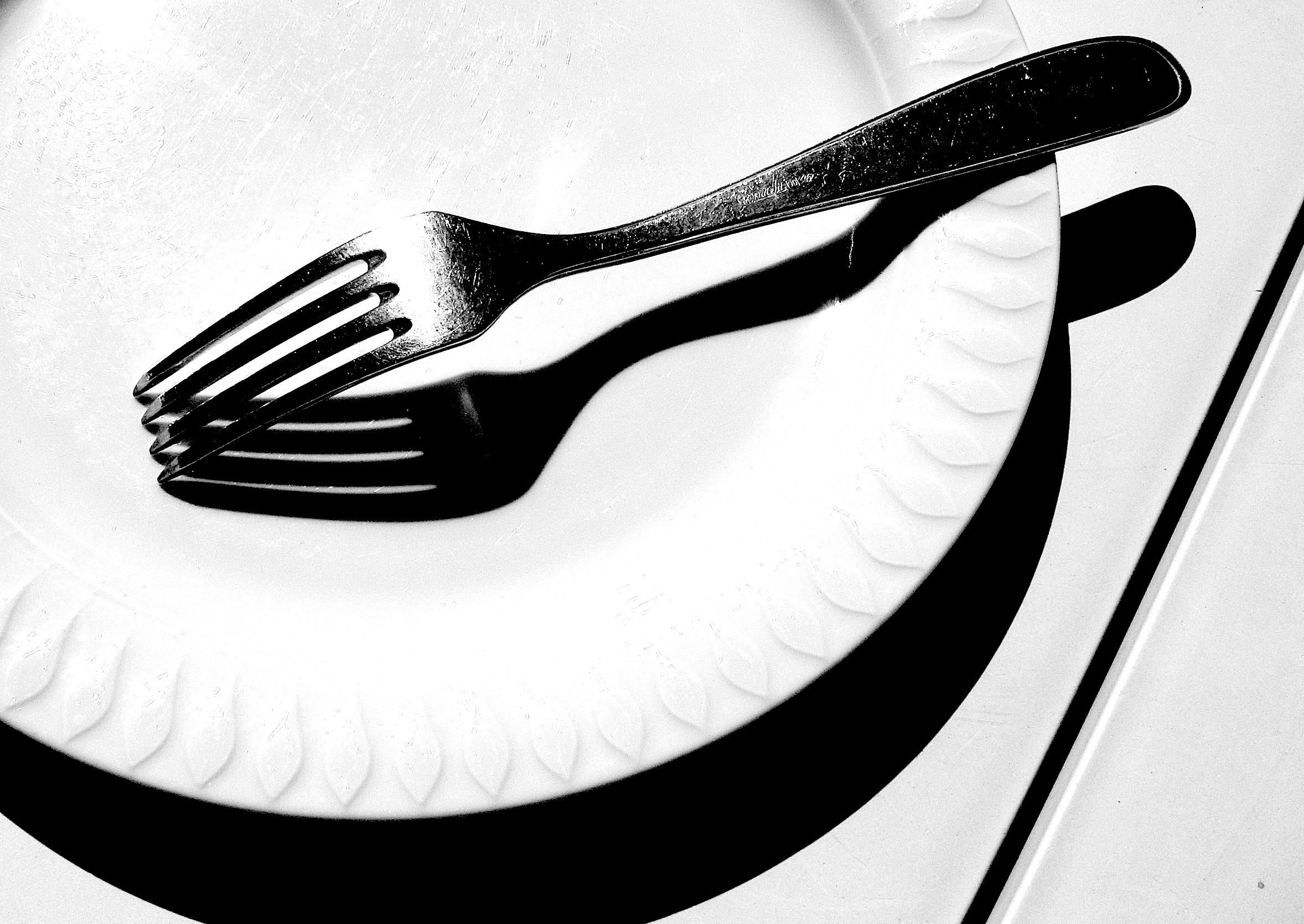
Hell-Dunkel-Kontrast: Gabel auf einem Essteller bei hartem, gerichteten Sonnenlicht, Foto.
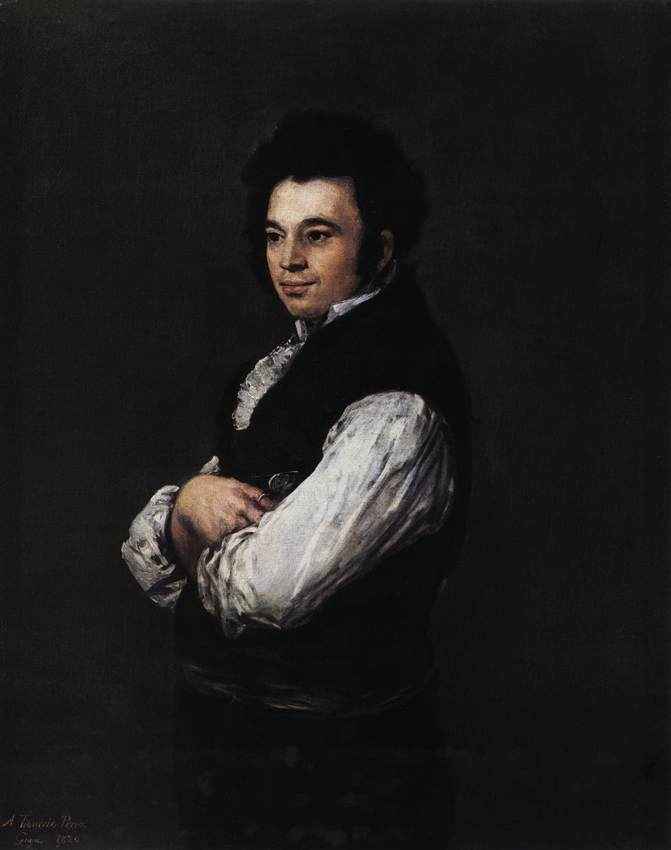
Francisco de Goya: Porträt des Tiburcio Pérez y Cuervo, 1820. Der starke Hell-Dunkel-Kontrast erzeugt einen äußerst plastischen Eindruck und konzentriert die Darstellung auf Gesicht und Haltung des Porträtierten.
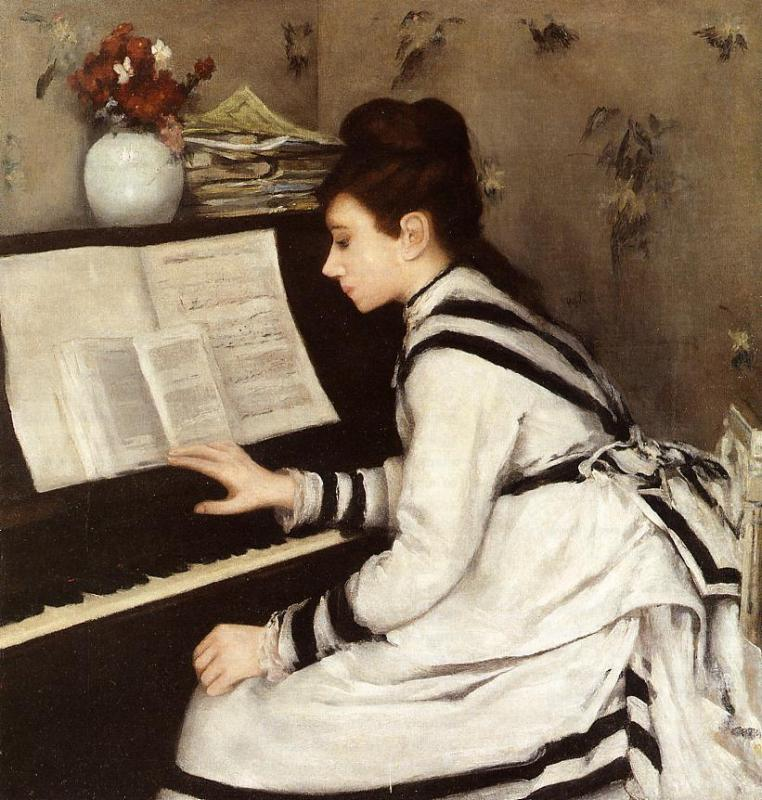
Eva Gonzalès: Heimlich, 1877–1878. Die Frau täuscht das Klavierspiel nur vor, um heimlich in einem Buch zu lesen. Der Schwarz-Weiß-Kontrast unterstreicht ihr klares, rationales Vorgehen.

## Kalt-Warm-Kontrast
Beim Kalt-Warm-Kontrast (auch Fern-Nah-Kontrast, Nah-Fern-Kontrast oder Temperaturkontrast) liegen kalte Farben neben warmen. Nach allgemeiner Erfahrung sind die Sonne (Gelb) und das Feuer (Rot) warm, das klare Wasser (Blau) kühl und das Gletschereis (Cyan) oder der Schnee (Weiß) kalt. Wie der Name Nah-Fern-Kontrast nahelegt, kann der Kalt-Warm-Kontrast zur Erzeugung von Räumlichkeit eingesetzt werden, da warme Farben gegenüber kalten nach vorne streben (Farbperspektive). Auch erscheinen Farben umso bläulicher, heller und damit kälter, je weiter entfernt ein Objekt sich vom Betrachter befindet (Luftperspektive). Den einfachsten, stärksten und wichtigsten Kalt-Warm-Kontrast bilden die Farben Blaugrün und Rotorange. Johannes Itten benennt bewusst nicht ein helles Blaugrün als kälteste Farbe, da der Kalt-Warm-Kontrast nur dann zur vollen Geltung komme, wenn keine Hell-Dunkel-Unterschiede vorhanden seien.
Der Kalt-Warm-Kontrast kann gefühlvoll, klangvoll, aber auch unentschlossen und unwirklich wirken. Meist ist er mit gegensätzlichen Wirkungen verbunden wie schattig – sonnig, beruhigend – erregend, luftig – erdig, fern – nah oder feucht – trocken.
In der Landschaftsmalerei z. B. bei Albrecht Altdorfer oder Caspar David Friedrich besitzt der Kalt-Warm-Kontrast große Bedeutung, um räumliche Tiefe zu suggerieren. Die Künstler Paul Cezanne, Claude Monet oder Auguste Renoir wenden den Kalt-Warm-Kontrast an, um schattige und sonnige Bereiche darzustellen.

Ein (helles) Blaugrün neben einem Rotorange bilden den einfachsten, stärksten und wichtigsten Kalt-Warm-Kontrast.
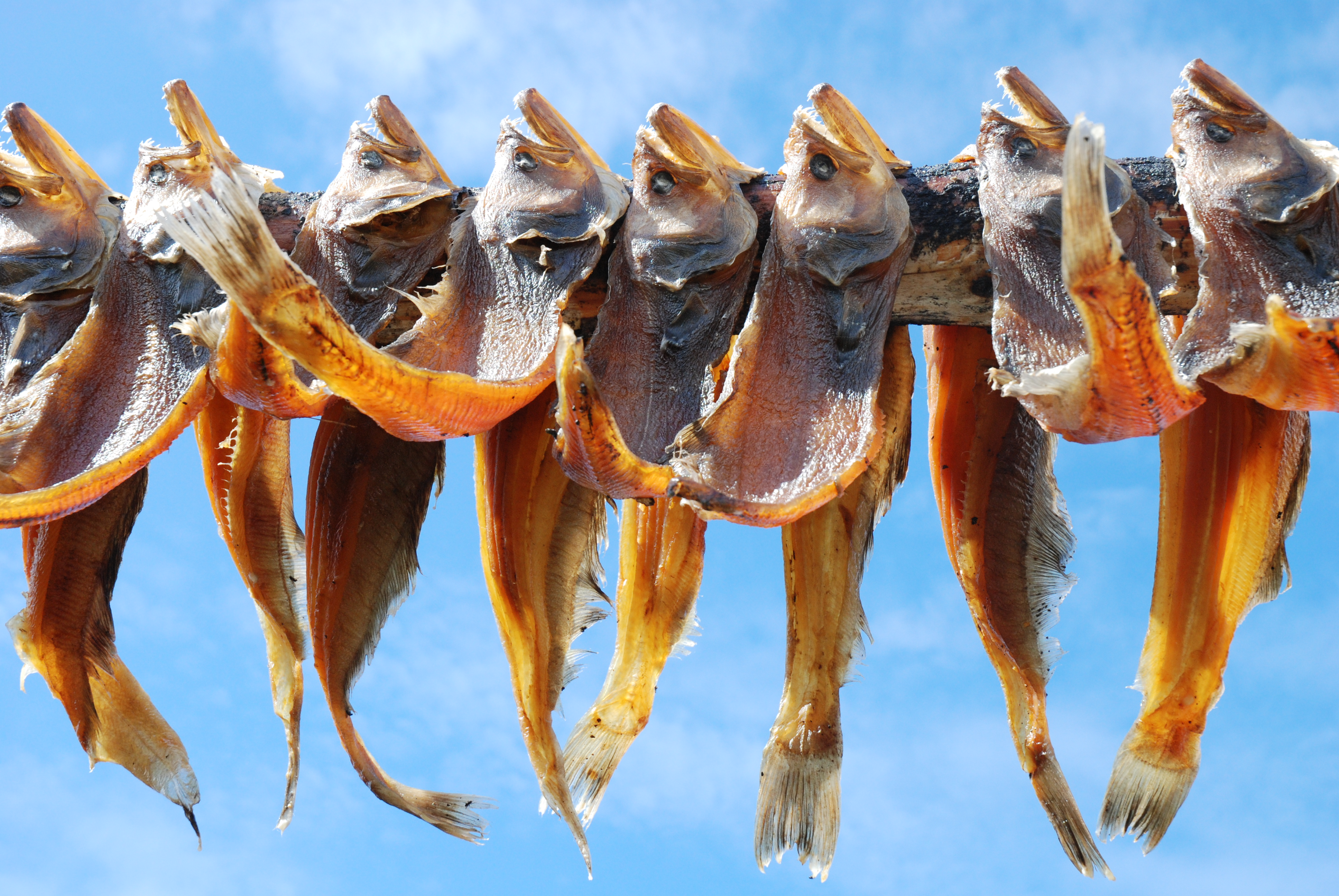
Trocknende Fische. Die Unterseiten der orangefarbenen, trocknenden Fische wirken warm im Vergleich zum kalten Hellblau des Himmels. Foto.
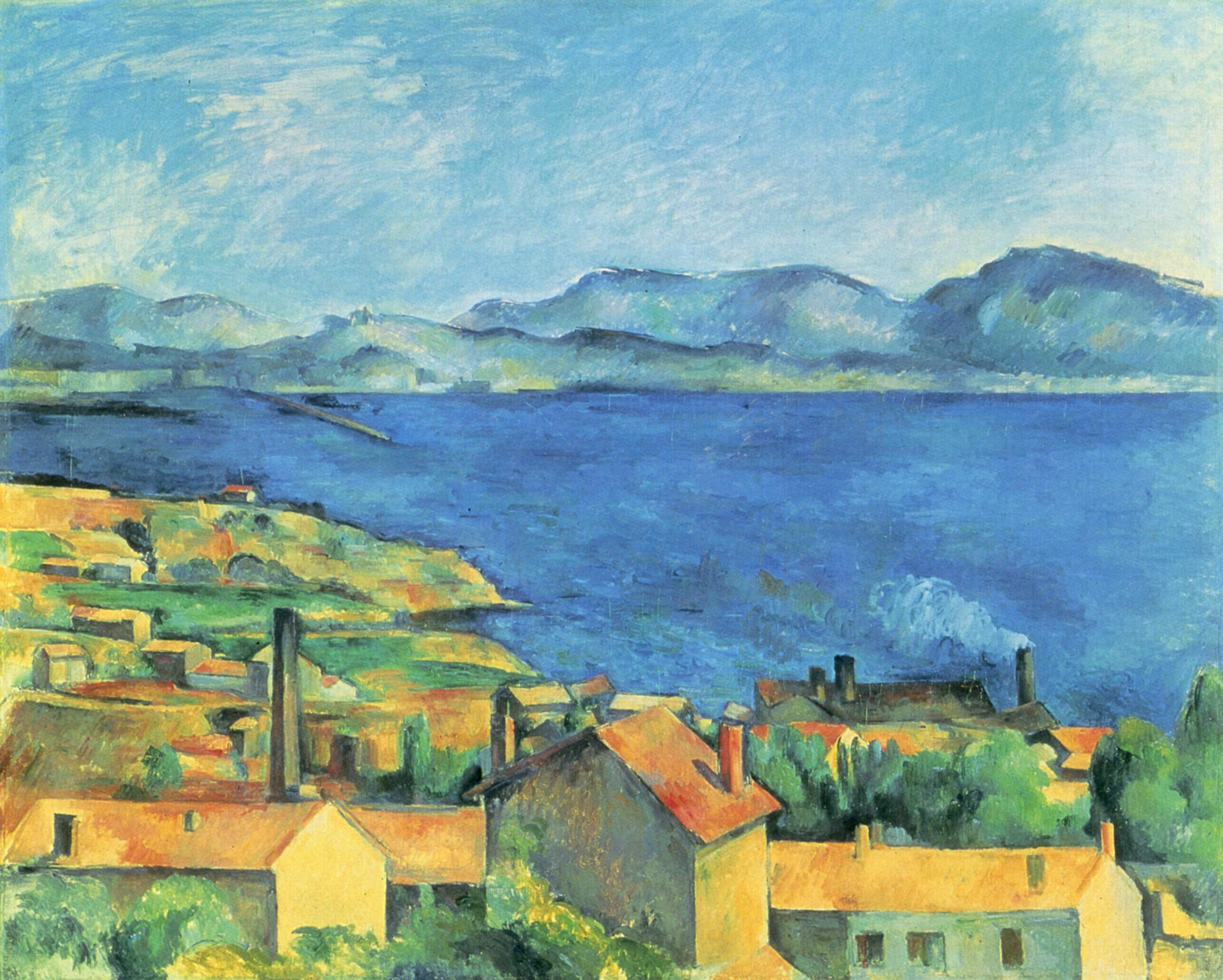
Paul Cézanne: Die Bucht von Marseille von L'Estaque aus gesehen, um 1885. – Die Häuser wirken durch den Kontrast der für sie verwandten warmen Farben zum kühlen Blau von Meer und Himmel besonders freundlich.
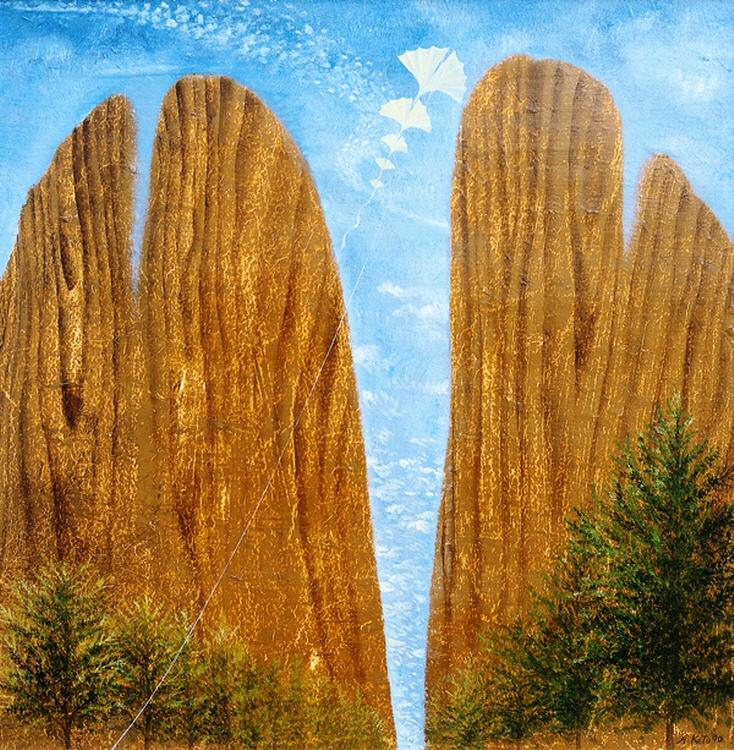
Atsuko Kato: Drachenflug am Ginkgoberg, 1990. Der rotbraune Ginkgoberg vor dem hellblauen Himmel bildet einen deutlichen Kalt-Warm-Kontrast.

## Komplementärkontrast
Der Komplementärkontrast (auch Gegenfarbenkontrast) entsteht, wenn zwei komplementäre Farben nebeneinander gestellt werden. Diese liegen im Farbkreis gegenüber, wie z. B. Violett und Gelb. Direkt nebeneinander gestellt steigern sich Komplementärfarben gegenseitig zu höchster Leuchtkraft. Ihre Vermischung ergibt jedoch ein neutrales, trübes, gebrochenes Grau, sogenanntes „farbiges Grau“. Bei gleicher Helligkeit der nebeneinanderliegenden Komplementärfarben tritt Äquiluminanz ein. Den einfachsten, stärksten und wichtigsten Kontrast bildet das Komplementärpaar Rot und Grün, da beide gleich hell sind und auch nicht wie Blaugrün und Rotorange einen extremen Kalt-Warm-Kontrast bilden.
Der Komplementärkontrast erscheint meist aktiv, kraftvoll und grell, kann aber auch aggressiv und aufdringlich wirken. Ein besonders eindrucksvoller Kontrast ist der Blau-Gelb-Kontrast, der sehr harmonisch, aber auch spannungsreich wirken kann.
Jan van Eyck, der Maler der Gotik, verwendete den Komplementärkontrast. Aber besonders extrem setzten die Künstler des Expressionismus wie Ernst Ludwig Kirchner oder Erich Heckel diesen Kontrast ein.

Den einfachsten, stärksten und wichtigsten Komplementärkontrast bilden die Farben Rot und Grün.
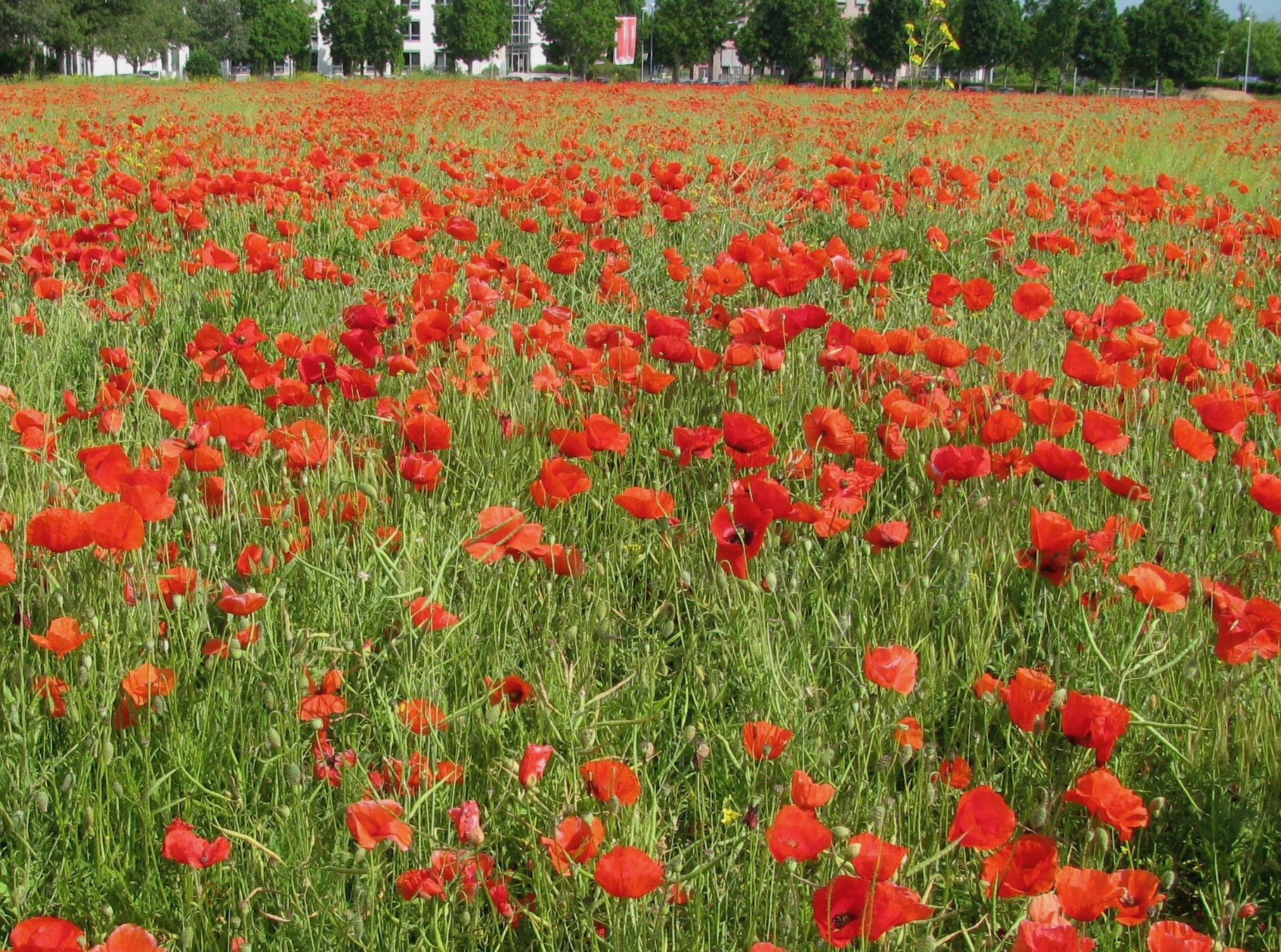
Mohnblumenfeld. Foto.
Paul Gauguin: In den Wellen (Undine), 1889. Gauguin stellt nur eine kleine Fläche Rot einer großen Fläche Grün gegenüber und reduziert die Intensität beider Farben.
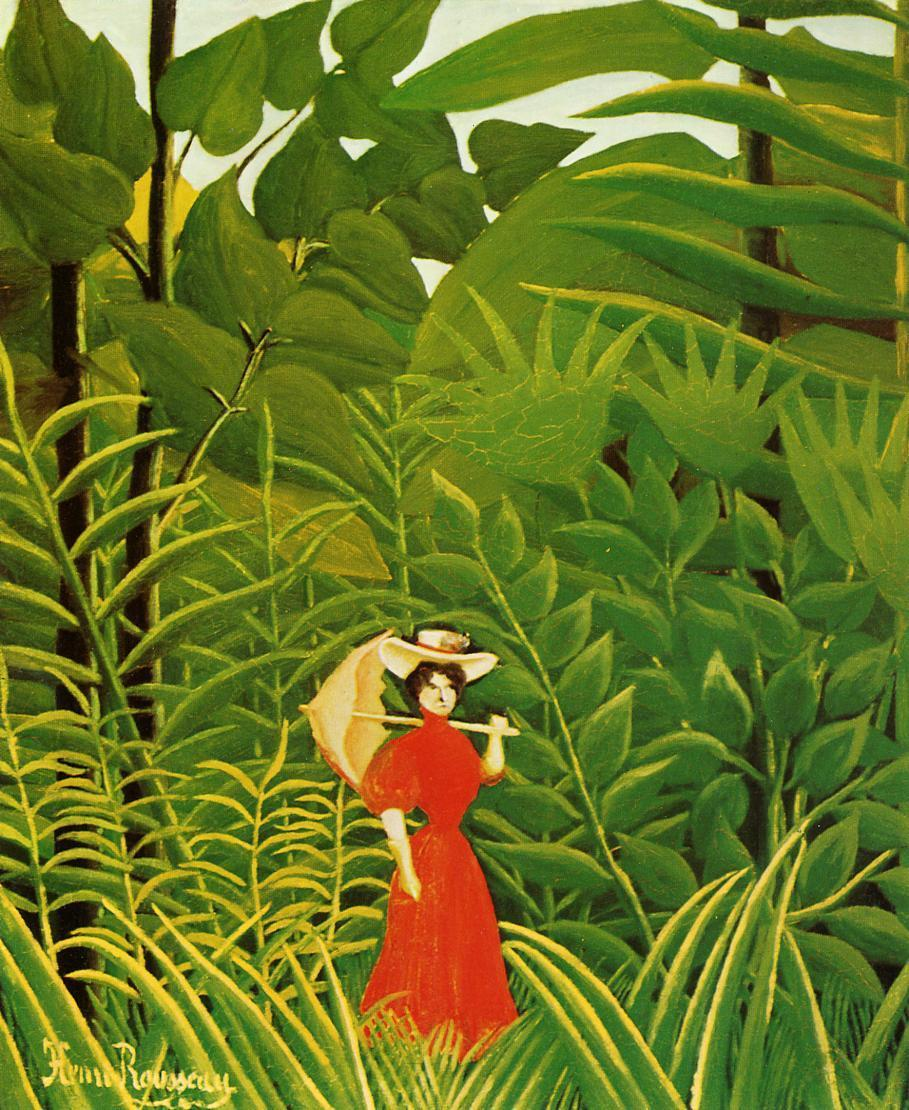
Henri Rousseau: Rot gekleidete Frau im Wald, 1905. Die Frau fällt in der grünen Umgebung stark auf, bleibt aber ohne Verbindung.
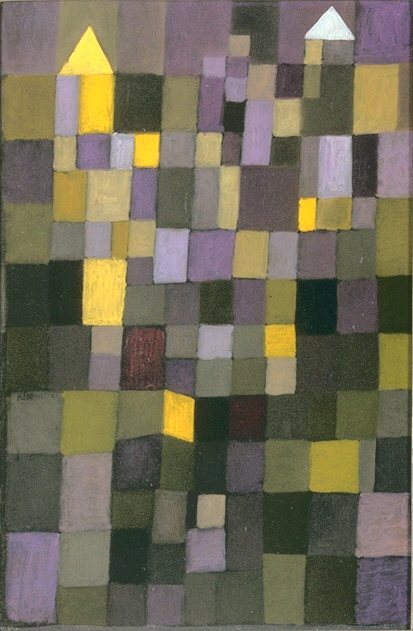
Paul Klee: Architektur, 1923. Klee verwendet den eher ausgefallenen Komplementärkontrast Gelb – Violett. Die vielfältigen Mischungen vermitteln und verbinden.

## Qualitätskontrast
Der Qualitätskontrast (auch Bunt-zu-Unbunt-Kontrast, Intensitäts-, Reinheits-, Rein-Trüb- oder Sättigungskontrast) entsteht, wenn reine, bunte, leuchtende Farben neben getrübten, gebrochenen, stumpfen Farben liegen. Der Kontrast entsteht also durch Unterschiede in der Farbqualität bzw. Farbintensität.
Zu den getrübten Farben zählen nicht nur mit Grau oder der Komplementärfarbe gebrochene Farben, sondern auch die mit Schwarz oder Weiß vermischten. Die Gegenüberstellung einer reinen Farbe und einer graugetrübten, aufgehellten oder abgedunkelten, steigert die Leuchtkraft der reinen Farbe. Zudem kann der Qualitätskontrast zur Erzeugung von Räumlichkeit eingesetzt werden, da leuchtende Farben gegenüber getrübten nach vorne streben.
Der einfachste, stärkste und wichtigste Qualitätskontrast ist eine reine Farbe, zum Beispiel Rot, neben einem gleichhellen Grau. Der Qualitätskontrast kann still, ruhig und besänftigend wirken, aber auch erschütternd und depressiv. In jedem Fall wird der leuchtende Teil hervorgehoben.
In der mittelalterlichen Glasmalerei erscheinen die Farben durch die dunklen Bleieinfassungen besonders leuchtend. Auch Georges Rouault und Max Beckmann erreichen durch die schweren, schwarzen Einfassungen Farben höherer Leuchtkraft. Betrachtet man Kunstwerke in Bezug auf den Qualitätskontrast, überrascht es, dass die meisten Bilder diesen Kontrast als Grundlage haben. Nur wenige reine Farben bilden Akzente und die gebrochenen Farben unterstützen diese Wirkung.

Den einfachsten, stärksten und wichtigsten Qualitätskontrast bildet z. B. die reine, leuchtende Farbe Rot neben einem gleich hellen Grau.
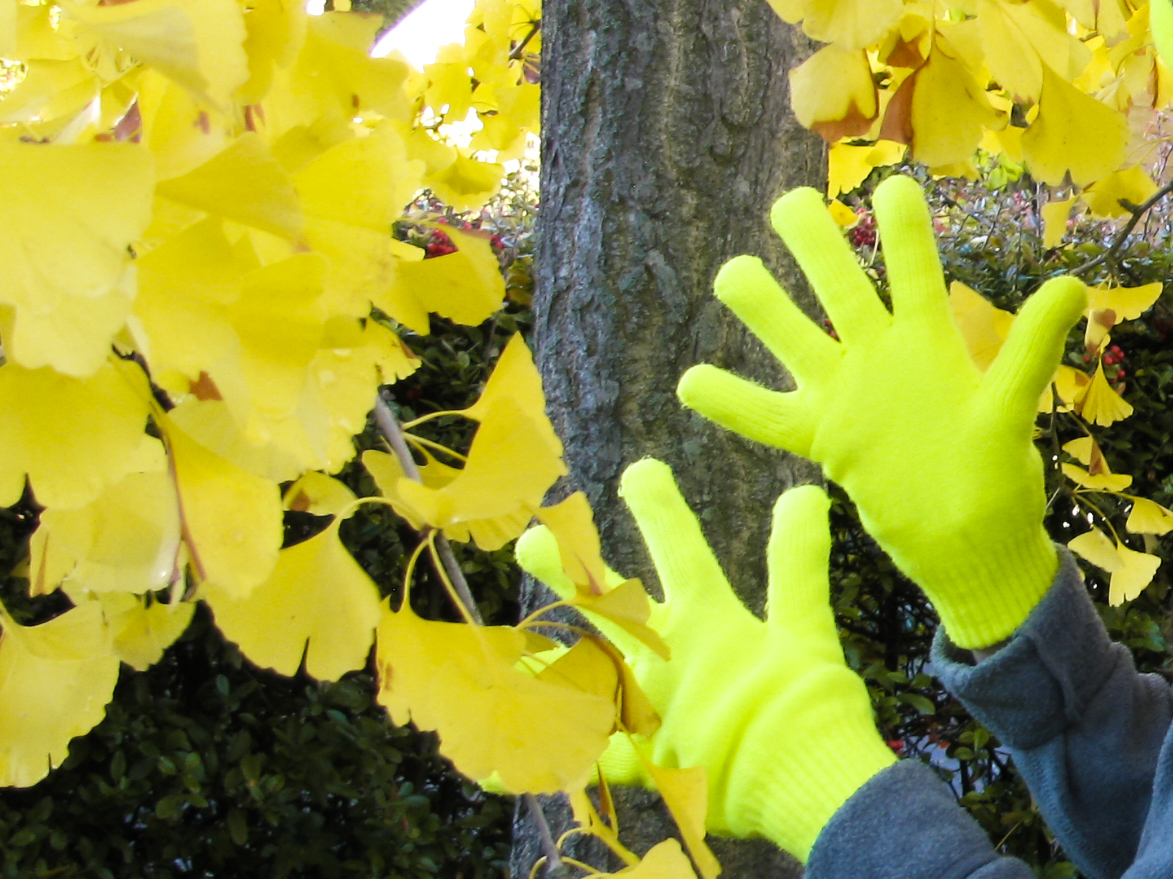
Die Wirkung des Qualitätskontrastes ist relativ. Das gelbe Herbstlaub wirkt neben Grau und Schwarz sehr leuchtend, neben dem Neongelb erscheint es allerdings getrübt.
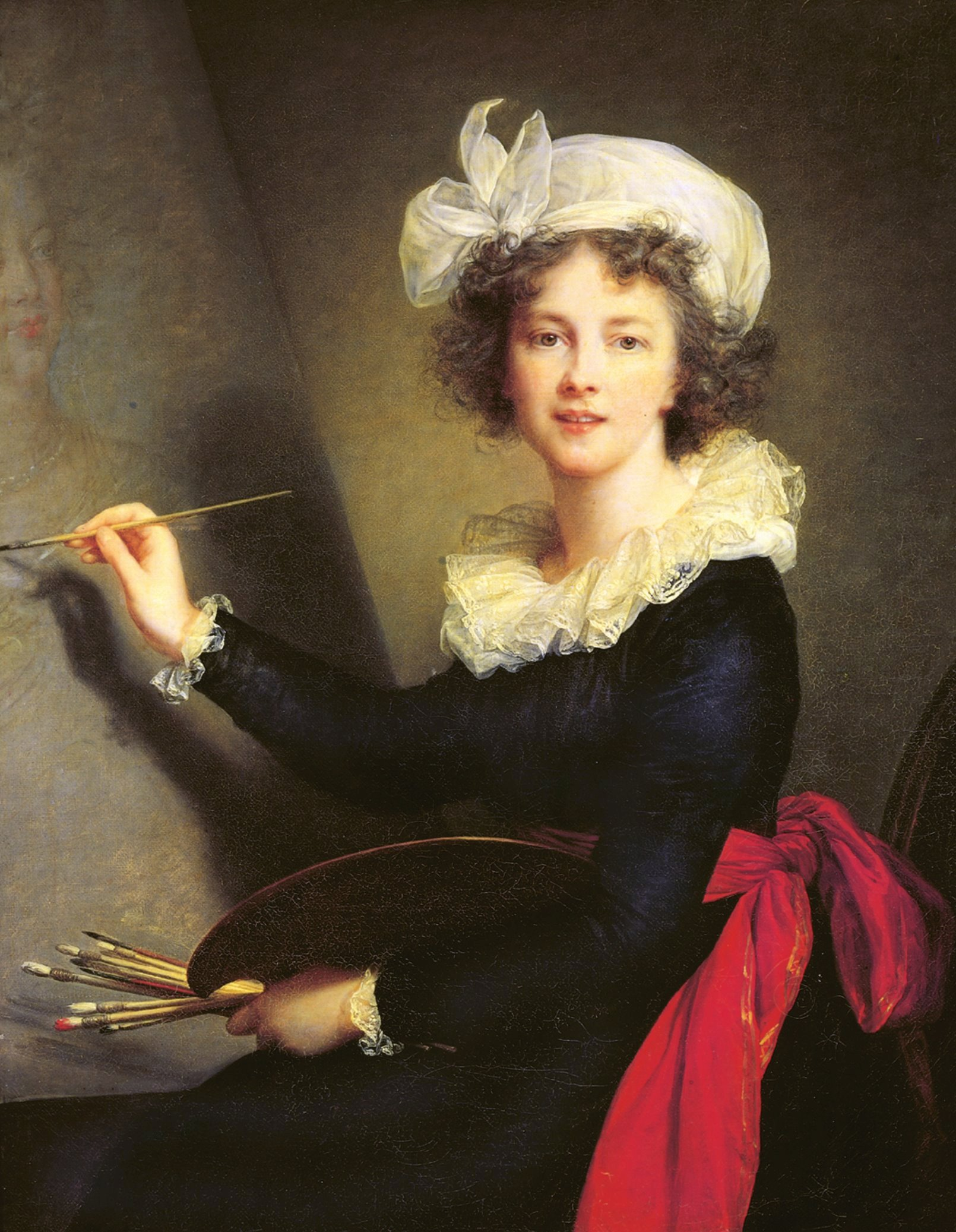
Élisabeth Louise Vigée-Lebrun: Selbstporträt, 1790. Das Rot der Schleife verdeutlicht die Freude und Leidenschaft der Künstlerin bei der durchdachten, sachlichen Arbeit des Malens.
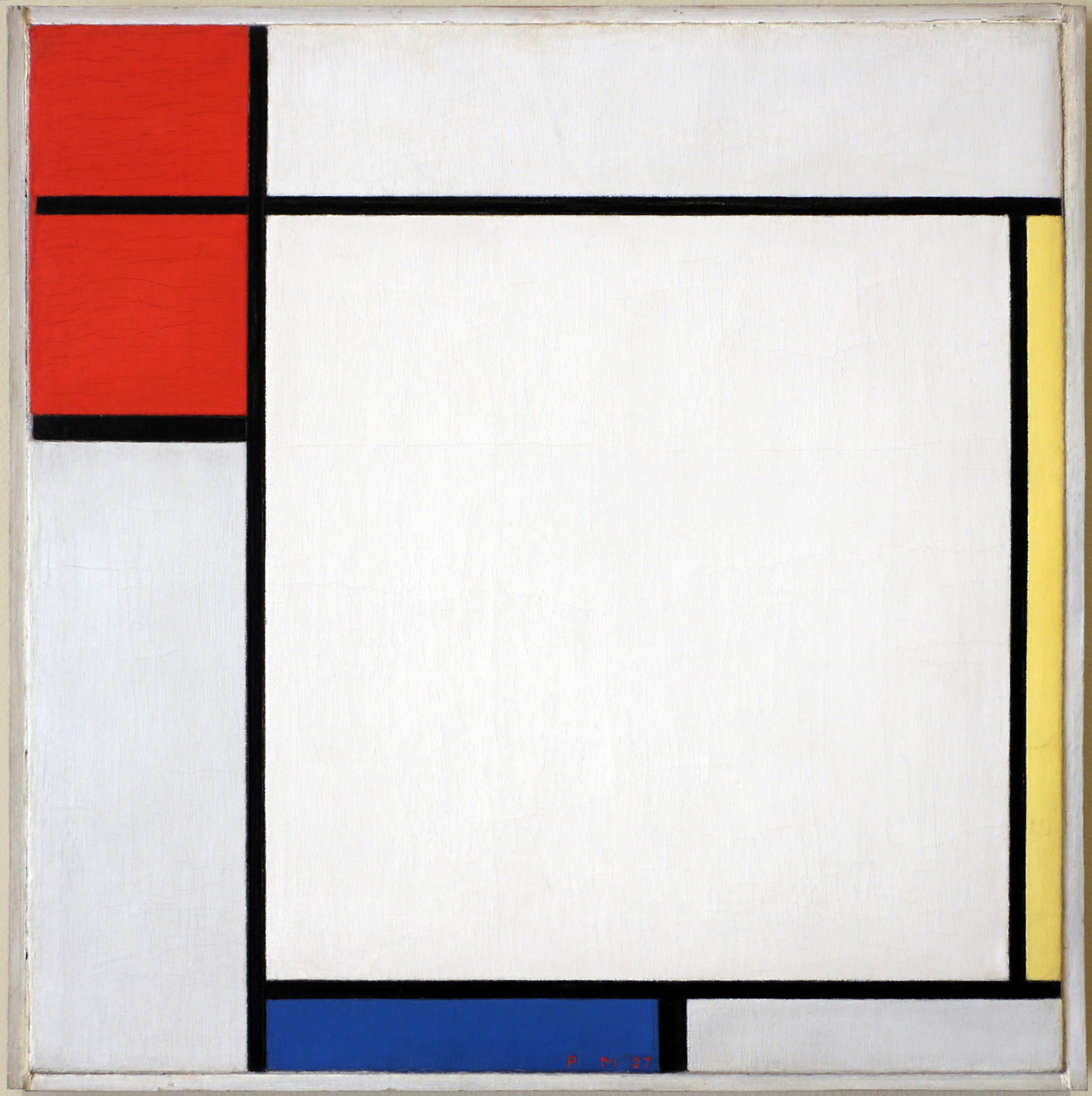
Piet Mondrian: Komposition mit Rot, Gelb und Blau, 1927. Hier liegt die Sonderform des Qualitätskontrastes vor: der Bunt-Unbunt-Kontrast.
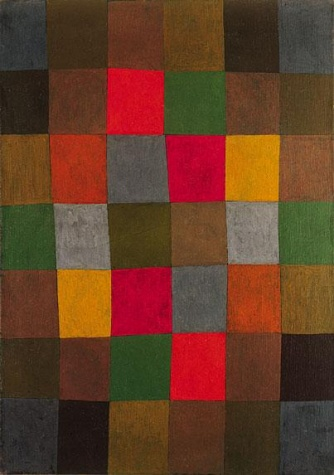
Paul Klee: Neue Harmonie, 1936. Einige leuchtend rote Farbfelder neben getrübten Farben und Grau bilden einen deutlichen Qualitätskontrast und eine farbliche Harmonie.

## Quantitätskontrast
Der Quantitätskontrast (auch Flächenkontrast, Groß-Klein-Kontrast, Größenkontrast, Mengenkontrast, Proportionskontrast oder Viel-Wenig-Kontrast) ist eigentlich ein Formkontrast. Er entsteht durch die Gegenüberstellung von vielen und wenigen oder großen und kleinen Flächen. Auch die Gegensätze groß – klein, lang – kurz, breit – schmal oder dick – dünn bilden einen Quantitätskontrast.
Beim Quantitätskontrast ist zu beachten, dass Farben unterschiedliche Intensitäten besitzen. So verfügt beispielsweise Gelb über eine besonders große Leuchtkraft und Violett über eine relativ geringe. Laut Itten sei die Wirkung der Farben gleich groß, wenn sie in bestimmten Mengenverhältnissen vorliegen: Gelb und Violett im Verhältnis 1:3, Orange und Blau im Verhältnis 1:2, Rot und Grün im Verhältnis 1:1. Diese Quantitäten haben eine ausgewogene, beruhigende, harmonische Wirkung. Umgekehrt bildet eine kleine, violette Fläche in einer großen gelben den einfachsten, stärksten und wichtigsten Quantitätskontrast. Insgesamt erzeugt der Quantitätskontrast Disharmonie, Unruhe und Spannung. Die kleinere Form kann schutzbedürftig und zurückhaltend wirken, aber auch einsam und verloren.
Viele Künstler verwenden Qualitätskontraste in ihren Bildern. So bilden die kleinen Orangen auf der Kommode unter dem Fenster in der Arnolfini-Hochzeit (1434) von Jan van Eyck einen deutlichen Kontrast zu den übrigen Gegenständen. In Francisco de Goyas Porträt des Tiburcio Pérez y Cuervo (1820) nehmen die Arme und der Kopf des Mannes nur einen kleinen Teil des sonst schwarzen Bildes ein. Auch in der Sternennacht über der Rhône (1888) von Vincent van Gogh bildet das Paar rechts am unteren Bildrand einen Viel-Wenig-Kontrast zu den vielen Lichtern.

Einen wichtigen Quantitätskontrast bildet eine kleine, violette Fläche auf einer großen, gelben Fläche.
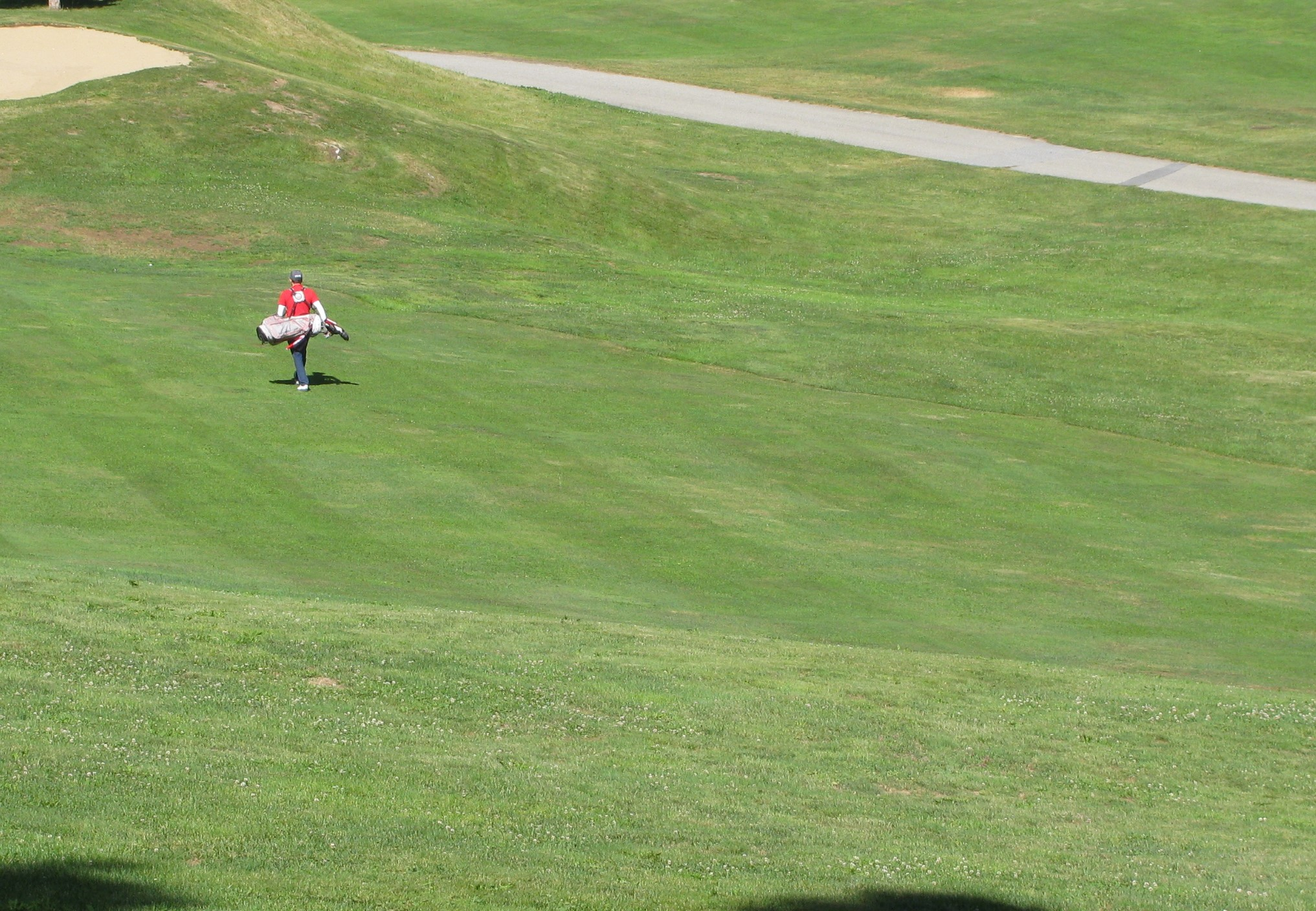
Der weit entfernte Golfer wirkt klein im Vergleich zur großen Fläche der Wiese. Foto
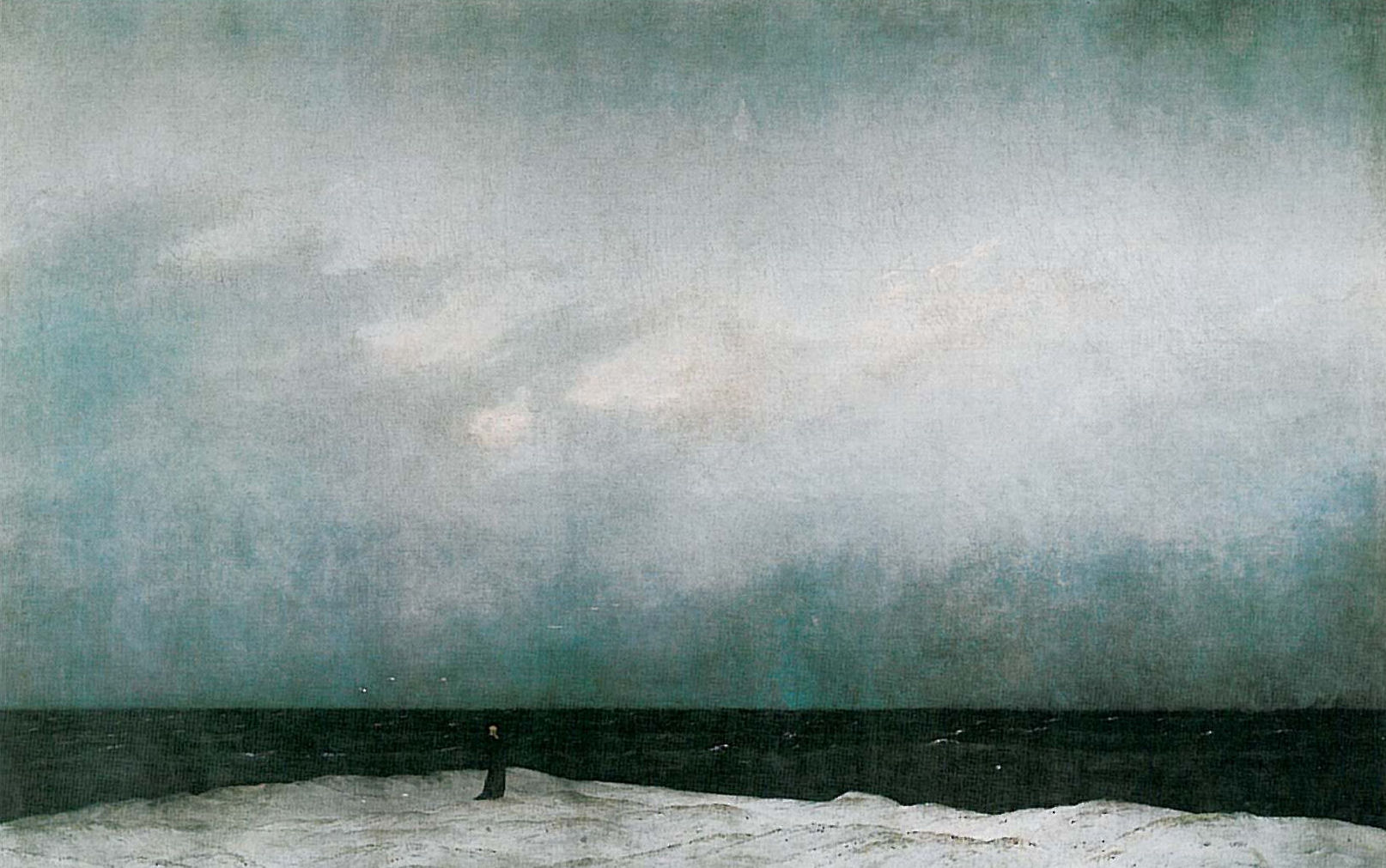
Caspar David Friedrich: Der Mönch am Meer, um 1810. Dem Menschen wird angesichts der Größe und Unfassbarkeit des Universums seine eigene Bedeutungslosigkeit bewusst.
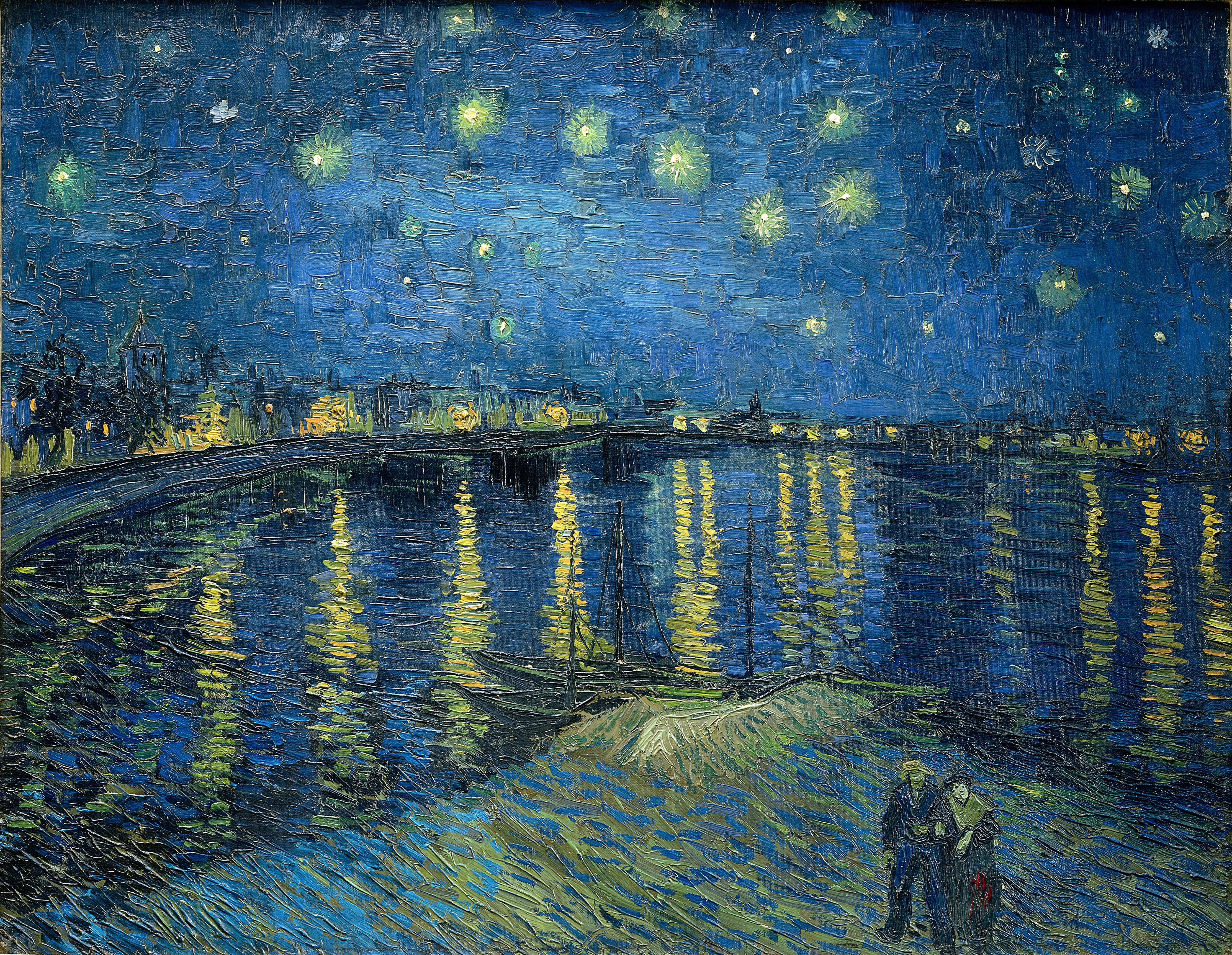
Vincent van Gogh: Sternennacht über der Rhone, 1888. Das kühle und dunkle Nachtblau dominiert flächenmäßig. Doch die vielen Lichter bilden einen starken Gegenpol, weshalb das Bild nicht düster wirkt.
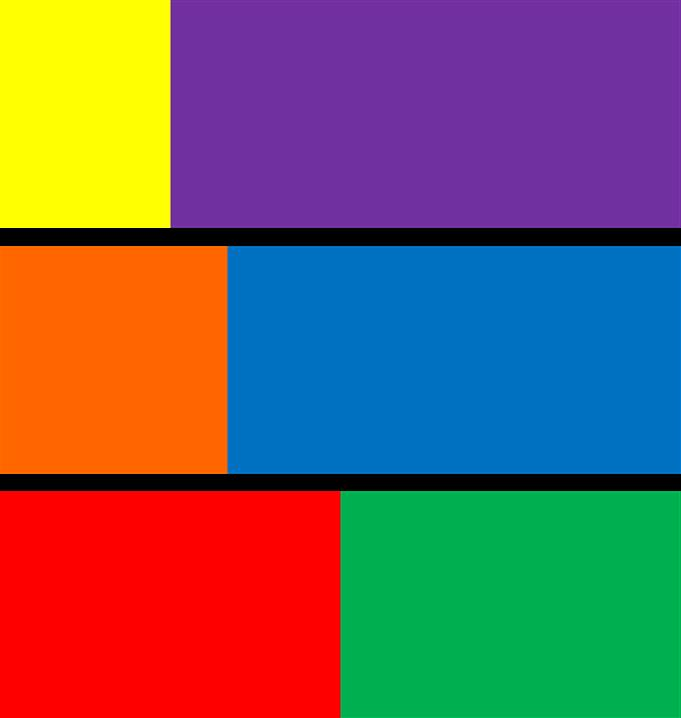
Komplementärfarbenpaare bilden ausgewogene Mengenverhältnisse in Bezug auf die Leuchtkraft: Gelb–Violett 1:3, Orange–Blau 1:2 und Rot–Grün 1:1.

## Simultankontrast
Der Simultankontrast (auch Farbtäuschung, Kontrasttäuschung, simultaner Kontrasteffekt oder Chevreul-Täuschung) beschreibt das gleichzeitige (simultane) Wechselwirken von nebeneinanderliegenden Farbflächen. Der Sehsinn erzeugt in der Umgebung einer Farbe automatisch die Komplementärfarbe. Derart empfundene Farben werden als induzierte Farben bezeichnet. Das gleiche Rot erscheint zum Beispiel in orangefarbener Umgebung bläulich getrübt und in grüner Umgebung besonders leuchtend.
Laut Itten erzeuge dieser illusionäre Charakter der Wahrnehmung beim Betrachter eine Erregtheit. Die Stabilität der sich gegenüberstehenden Farben sei aufgelöst, sie kämen in ein wechselvolles Vibrieren und leuchteten in neuen Wirkungen auf.

Der pointillistische Maler Georges Seurat stellt die farbverändernde Wirkung direkt dar. Er malt einen ansonsten braunen Baumstamm vor einem hellblauen Wasser plötzlich orangefarben. Der Künstler Josef Albers macht mit seinen einfarbigen Quadraten auf die Wirkung des Simultankontrastes im Randbereich aufmerksam.

Der Simultankontrast: Das gleiche Rot erscheint in orangefarbener Umgebung bläulich getrübt und in grüner Umgebung besonders leuchtend.
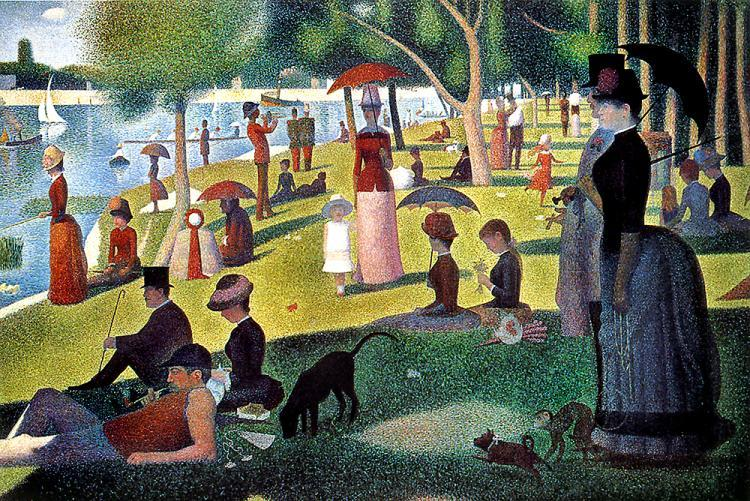
Georges Seurat: Ein Sonntagnachmittag auf der Insel La Grande Jatte, 1884–1886. Der beigefarbene Baumstamm wird vor dem blauen Wasser orange und der gepunktete Rahmen neben der grünen Wiese rot.
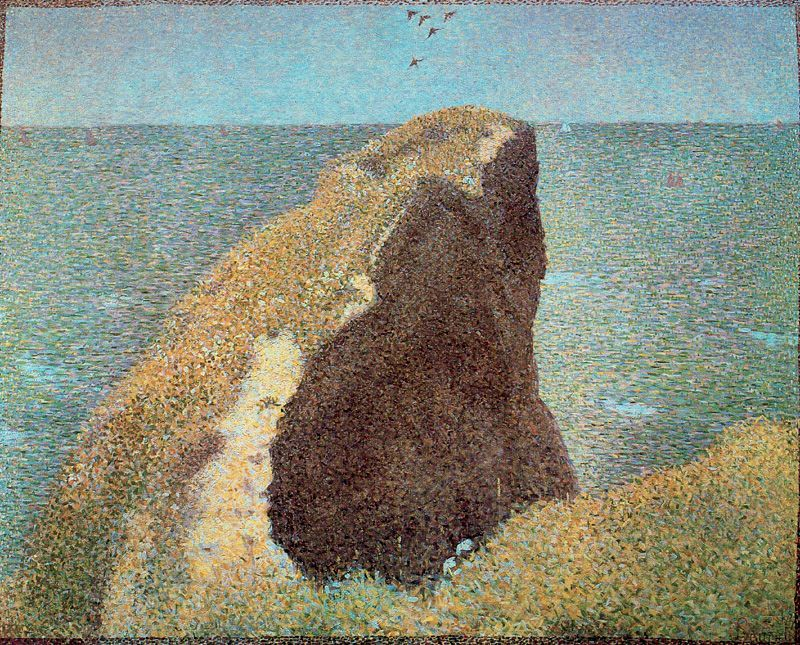
Georges Seurat: Le Bec du Hoc bei Grandcamp, 1885. Seurat malt das Meer rechts neben dem dunklen Felsen heller.
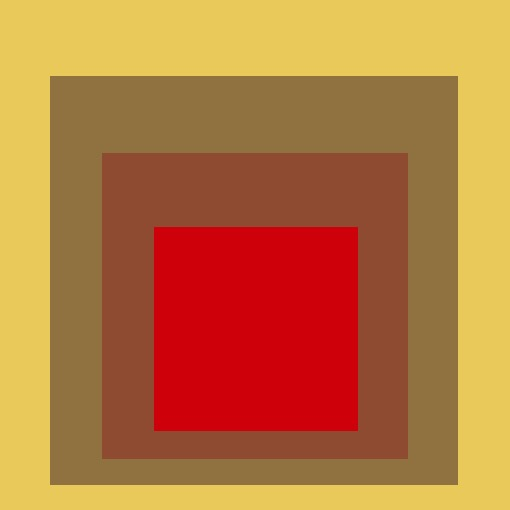
Grafik nach Josef Albers: Huldigung an das Quadrat, 1967. In der Umgebung des roten Quadrats erscheint das Rotbraun grünlich und heller.

## Sukzessivkontrast
Der Sukzessivkontrast ist wie der Simultankontrast ein physiologisch bedingtes Phänomen, bei dem das Auge bei der Betrachtung einer Farbe allmählich (sukzessiv) von dieser ein Nachbild in der Komplementärfarbe auf der Netzhaut erzeugt. Es bedarf allerdings großer Anstrengung, das Auge so starr auf eine Farbfläche einzustellen. So kommt dieser Kontrast im alltäglichen Umgang mit Farbe bzw. bei der Betrachtung von Kunstwerken kaum vor. Aufgrund dessen fehlt in der Systematik Ittens dieser Kontrast explizit.